# Elefantenkäfer
Der Elefantenkäfer (Megasoma elephas) ist eine Art aus der Familie der Blatthornkäfer (Scarabaeidae).

## Merkmale
Der Käfer wird sehr groß, er erreicht eine Körpergröße von sieben bis zwölf Zentimeter. Er ist schwarz gefärbt. Die Flügeldecken, beim Männchen auch der Halsschild und Teile des Kopfs, ist mit einem dichten Flaum aufrechter, ockergelber Börstchen besetzt („Vestitur“) und wirkt dadurch gelb überzogen. Die Körpergestalt ist zwischen Männchen und Weibchen sehr verschieden (Sexualdimorphismus).
Das Männchen trägt an der Vorderkante des Pronotum zwei lange, nach vorn gebogene Hörner. Zwei verwandte Arten, die lange als Formen oder Unterarten von elephas galten, sind an der Form dieser Hörner unterscheidbar. Bei Megasoma occidentalis sind sie gerade nach außen gerichtet, bei Megasoma nogeirai nach vorn hin abgebogen. Das Pronotum ist in der Vorderhälfte zwischen den Hörnern eingedrückt, der Eindruck hinten von einer stumpfen Kante begrenzt, in deren Mitte ein stumpfer Höcker aufsitzt. Weitere Sonderbildungen zeichnen den Kopf aus. Dieser trägt auf der Vorderseite (Frons) ein langes, gebogenes Horn, das 2,5 Zentimeter Länge erreicht. Das Horn ist an der Spitze seitwärts in zwei abgerundete Zipfel aufgespalten. An seiner Basis sitzt zusätzlich ein nach vorn gekrümmter, weiterer hornartiger Höcker, der mit gelber Vestitur überzogen ist. Die Beine sind relativ lang mit langen Tarsen und bedornten Schienen, die Vorderschienen sind auffallend bogenförmig nach innen gebogen.
Dem Weibchen fehlen Hörner und andere Sonderbildungen. Sein Pronotum besitzt eine unebene, höckrige („rugose“) Oberfläche, auch das Schildchen ist an der Basis rugos. In der Mitte des Pronotum sitzt ein stumpfer Höcker oder eine Erhebung. Die Oberfläche der Flügeldecken ist mit Ausnahme der Vorderwinkel mit gelber Vestitur überzogen. Die Schienen sind deutlich breiter und außen grob gezähnt (Grabbeine).
Die Larven entsprechen der typischen „Engerlings“-Form der Scarabaeidenlarven, sie sind weißlich, bauchwärts c-förmig eingekrümmt mit kurzen Beinen und recht stark behaart. Es gibt, wie typisch für die Familie, drei Larvenstadien. Die dritte Larve erreicht 12,5 bis 22,5 Zentimeter Körperlänge. Der Kopf ist relativ klein (Kopfkapselbreite 15 bis 17 Millimeter) und wirkt etwas in den Rumpf zurückgezogen.

## Verbreitung
Die Art ist nachgewiesen von Südost-Mexiko bis Venezuela von der Küste bis in etwa 1.000 Meter Höhe. Auf der Golfseite Mittelamerikas gibt es Nachweise von Plan de Hoyas bei Veracruz bis zur Halbinsel Yucatán, auf der pazifischen Seite von Belize und Quintana Roo bis in den äußersten Norden Kolumbiens und Venezuelas. Weiter nördlich und westlich angegebene Populationen werden nun anderen Arten zugeordnet.

## Ökologie und Lebensweise

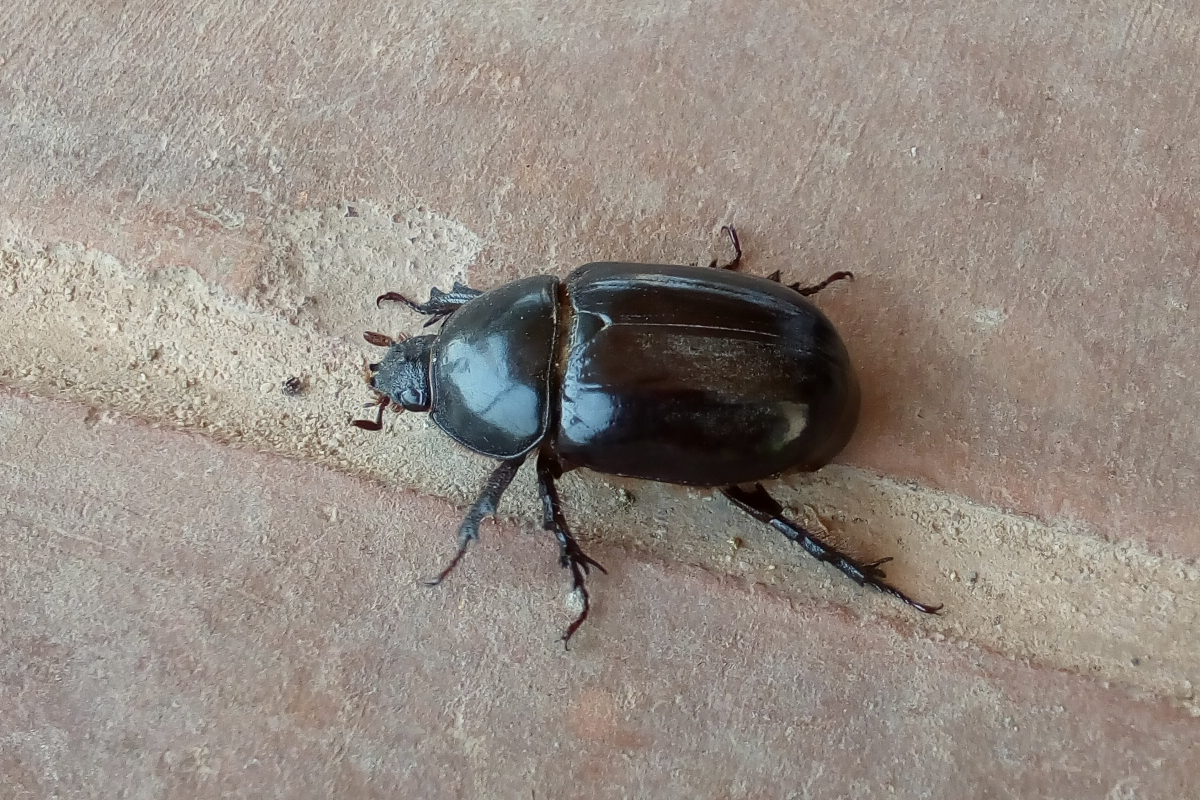
Weibliches Exemplar

Die Larven der Art leben in stark verrottetem Totholz in tropischen Regenwäldern, einschließlich Sekundärwäldern, gelegentlich in Kaffee- oder Kakaoplantagen. Da aus vielen Regionen, aus denen Käfer in größerer Zahl bekannt sind, auch bei Nachsuche in Totholz nie Larven gefunden wurden, ist es möglich, dass sie vor allem in anbrüchigen Stämmen in größerer Höhe leben. Aus abgelegten Eiern im Labor gezüchtete Larven komplettierten ihre Entwicklung in 630 beziehungsweise 900 Tagen. Imaginale Käfer wurden im Freiland von September bis in den Januar nachgewiesen.
Die Käfer sind flugfähig, sie fliegen verbreitet nachts und können mit Lichtfallen gefangen werden. Sie werden, auch tagsüber, an blühenden Bäumen oder an verletzten Bäumen mit Saftfluss gefunden, ernähren sich also von Nektar und zuckerhaltigen Säften. Es liegen Beobachtungen vor, dass sie gelegentlich (mit den Beinen) Zweige abscheren, um so selbst Baumwunden zu erzeugen. Bestätigte Beobachtungen gibt es von den Baumarten Lonchocarpus castilloi und anderen Lonchocarpus-Arten (Familie Fabaceae) sowie Citrus nobilis (Familie Rutaceae). Die Käfer sind aktiv bei Temperaturen oberhalb 20 °C und Luftfeuchte nahe der Sättigung.

## Unterarten
Es gibt zwei Unterarten:
- Megasoma elephas elephas (Fabricius, 1775) – Costa Rica, Honduras, Mexiko, Venezuela
- Megasoma elephas occidentalis Bolívar, 1963 – Mexiko